# Champneuville
Champneuville és un municipi francès situat al departament del Mosa i a la regió del Gran Est. L'any 2007 tenia 115 habitants.

## Demografia

### Població
El 2007 la població de fet de Champneuville era de 115 persones. Hi havia 44 famílies, de les quals 8 eren unipersonals (8 dones vivint soles i 8 dones vivint soles), 12 parelles sense fills i 24 parelles amb fills.
La població ha evolucionat segons el següent gràfic:
Habitants censats

### Habitatges
El 2007 hi havia 53 habitatges, 44 eren l'habitatge principal de la família, 5 eren segones residències i 4 estaven desocupats. 52 eren cases i 1 era un apartament. Dels 44 habitatges principals, 37 estaven ocupats pels seus propietaris i 7 estaven llogats i ocupats pels llogaters; 1 tenia tres cambres, 7 en tenien quatre i 36 en tenien cinc o més. 40 habitatges disposaven pel capbaix d'una plaça de pàrquing. A 15 habitatges hi havia un automòbil i a 27 n'hi havia dos o més.

### Piràmide de població
La piràmide de població per edats i sexe el 2009 era:
| Homes | Edats   | Dones |
| ----- | ------- | ----- |
| 0     | 95 o +  | 0     |
| 0     | 90 a 94 | 0     |
| 0     | 85 a 89 | 0     |
| 0     | 80 a 84 | 0     |
| 0     | 75 a 79 | 4     |
| 8     | 70 a 74 | 0     |
| 4     | 65 a 69 | 0     |
| 0     | 60 a 64 | 4     |
| 4     | 55 a 59 | 4     |
| 4     | 50 a 54 | 4     |
| 4     | 45 a 49 | 0     |
| 4     | 40 a 44 | 0     |
| 4     | 35 a 39 | 8     |
| 4     | 30 a 34 | 4     |
| 12    | 25 a 29 | 4     |
| 0     | 20 a 24 | 0     |
| 0     | 15 a 19 | 4     |
| 8     | 10 a 14 | 8     |
| 0     | 5 a 9   | 8     |
| 4     | 0 a 4   | 8     |

## Economia
El 2007 la població en edat de treballar era de 71 persones, 60 eren actives i 11 eren inactives. De les 60 persones actives 55 estaven ocupades (29 homes i 26 dones) i 5 estaven aturades (2 homes i 3 dones). De les 11 persones inactives 6 estaven jubilades, 3 estaven estudiant i 2 estaven classificades com a «altres inactius».
Activitats econòmiques
L'any 2000 a Champneuville hi havia 11 explotacions agrícoles que ocupaven un total de 968 hectàrees.

## Poblacions més properes
El següent diagrama mostra les poblacions més properes.